# Escola del Mar (Badalona)
L'Escola del Mar és un centre de divulgació científica de la fauna i la flora mediterrànies, situat a la Rambla de Badalona, 37.

## Història i descripció
Fou creada el 1987 i ofereix una sèrie d'activitats, tallers i programes relacionats amb el coneixement del medi marí, que permeten ser un suport al currículum escolar, des d'educació infantil i primària a la universitat. També s'hi han realitzat treballs de recerca sobre el Mediterrani.
El 2016 va rebre un distintiu internacional de bones pràctiques ambientals.

## Espais[5]

### Aquàrium
Situat al soterrani, s'hi poden observar diferents ambients submarins característics del litoral mediterrani amb les espècies de peixos i invertebrats que els són pròpies. Rep anualment més de 20.000 visites.
Les comunitats marines que s'hi poden observar són: 
- Medi litoral: és la zona influenciada per les fluctuacions del nivell del mar i on trenquen les onades.
- Fons de sorra: els animals que hi viuen presenten adaptacions molt marcades per passar desapercebuts en un lloc on no hi ha amagatalls.
- Alguer: és una comunitat fràgil i rica, que multiplica la biodiversitat dels fons de sorra (o de substrats tous).
- Fons rocós: nombrosos racons i amagatalls fan possible trobar-hi una gran diversitat d'organismes.
- Coral·ligen: pràcticament no hi arriba la llum del sol; el més exuberant del Mediterrani.

### Aula laboratori
Instal·lació polivalent preparada per a classes pràctiques, tallers, conferències, entre altres activitats relacionades amb el mar. També s'hi poden fer tasques d'investigació, i té una capacitat per a 18 alumnes i disposa de microscopis, lupes binoculars i altre material de laboratori.

### Biblioteca
Es troba a la segona planta, i és obert en hores convingudes, Disposa de llibres, revistes i DVD.

### Sala d'exposicions
Situada a la planta baixa, és un espia polivalent que s'empra també com a sala d'actes i de conferències, i si cal, com a segons aula docent. Disposa de vídeo, televisió i una pantalla de projeccions.